# Rhaebo colomai
Rhaebo colomai – gatunek zagrożonego wyginięciem płaza bezogonowego z rodziny ropuchowatych (Bufonidae).

## Systematyka
W 1985 roku Marinus Steven Hoogmoed wprowadził nowy rodzaj Andinophryne, umieszczając w nim dwa nowo opisane przez siebie gatunki – Andinophryne colomai i Andinophryne olallai – oraz trzeci gatunek – Bufo atelopoides opisany 4 lata wcześniej przez innych autorów. Na gatunek typowy rodzaju autor wyznaczył Andinophryne colomai. Holotyp A. colomai to samica odłowiona we wrześniu 1984 roku w „Cabeceras del Rio Baboso, cerca a Lita” (czyli w górnym biegu rzeki Baboso, w okolicy miejscowości Lita), w prowincji Carchi w Ekwadorze. Epitet gatunkowy colomai upamiętnia Luisa Colomę, kolekcjonera okazów, którzy towarzyszył Hoogmoedowi w trakcie prac w terenie w zachodnim i środkowym Ekwadorze w kwietniu 1983 roku.
W 2015 na podstawie badań genetycznych rodzaj Andinophryne został zsynonimizowany z Rhaebo i odtąd gatunek nosi nazwę Rhaebo colomai.

## Występowanie
Zwierzę to ma bardzo ograniczony zasięg występowania, obejmujący Andy na północnym zachodzie Ekwadoru (prowincja Carchi) oraz na przyległym obszarze południowo-zachodniej Kolumbii (departament Nariño). Możliwe, że gatunek wymarł w Ekwadorze, gdyż od 1984 roku nie odnotowano tu żadnych stwierdzeń.
Rhaebo colomai jest spotykany na wysokości 1180–1500 m nad poziomem morza.
Holotyp znaleziono na liściu około pół metra nad poziomem gruntu w okolicy niewielkiego potoku. Było to nocą, choć osobniki tego gatunku były znajdowane też w ciągu dnia.

## Status zagrożenia
W Czerwonej księdze gatunków zagrożonych IUCN gatunek ten od 2018 roku klasyfikowany jest jako zagrożony (EN, ang. Endangered); wcześniej, od 2004 roku uznawano go za gatunek krytycznie zagrożony (CR, ang. Critically Endangered).
W Ekwadorze gatunek nie był widziany od września roku 1984, mimo że miejsce typowe było później kilka razy odwiedzane przez badaczy. Z kolei w Kolumbii nad rzeką Río Ñambí gatunek wydaje się pospolity, a liczebność tamtejszej populacji ocenia się na około 900 dorosłych osobników. Liczebność populacji tego gatunku obniża się. Główne zagrożenia to utrata, fragmentacja i dewastacja siedlisk, w jakich występuje. Są za nią odpowiedzialne rolnictwo, wylesianie i pozyskiwanie surowców.
Część populacji kolumbijskiej żyje w granicach prywatnego rezerwatu (nad Río Ñambí).